# レベッカ・ブランデス
レベッカ・ブランデス（Rebekah Brandes,  1985年6月28日 - ）は、アメリカ合衆国の女優である。

## 来歴
1985年、ミシガン州デトロイトに生まれる。その後はメリーランド州で育ち、18歳の時に地元を離れハリウッドへ渡った。アメリカン・アカデミー・オブ・ドラマティック・アーツで演劇を学び、卒業後はいくつかの短編映画、ビデオ映画へ出演してキャリアをスタート。2007年にテレビドラマ『クリミナル・マインド FBI行動分析課』でメジャーデビュー。2008年にホラー映画『マーダー・フィルム』で映画デビューを果たした。2011年に出演した『ベルフラワー』で注目され、2013年のゾンビがテーマのホラーコメディ映画『カリフォルニア・ゾンビ逃避行』ではヒロインに抜擢されている。また同年に製作されたホラー映画『少女生贄』でもヒロインとして出演した。

## 出演作品

### 映画
- Sunday Drive... For Girls! (2005) ※短編
- Slaughter Party (2006) ※ビデオ作品
- Curse of Pirate Death (2006) ※ビデオ作品
- Evil Ever After (2006) ※ビデオ作品
- Grim Reaper (2007) ※ビデオ作品
- Succubus: Hell-Bent (2007) ※ビデオ作品
- マーダー・フィルム Midnight Movie (2008)
- ベルフラワー Bellflower (2011)
- Chick Magnet (2011) ※ビデオ作品
- The Romance of Loneliness (2012)
- 少女生贄 Nothing Left to Fear (2013)
- カリフォルニア・ゾンビ逃避行 April Apocalypse (2013)

### テレビドラマ
- クリミナル・マインド FBI行動分析課 Criminal Minds (2007)
- GREEK〜ときめき★キャンパスライフ Greek (2008)
- NCIS 〜ネイビー犯罪捜査班 NCIS: Naval Criminal Investigative Service (2009)
- The Forgotten (2009)
- JUSTIFIED 俺の正義 Justified (2015)